# 러스트보이
러스트보이(본명: 함장식, 1994년 2월 18일 ~ )는 대한민국의 전직 리그 오브 레전드, 히어로즈 오브 더 스톰 프로게이머이다. 프로게임단 지도자로도 활동했다. 리그 오브 레전드 선수 시절 포지션은 서포터였다. 현재 리그 오브 레전드 챔피언십 시리즈 100 씨브스의 코치를 맡고 있다. 아이디는 Lustboy를 사용하고 있으며 이 아이디는 워크래프트 III 스승인 "Rust"에 대한 헌정의 뜻을 담고 있다.

## 선수 시절
2011년, CJ 엔투스 블레이즈에 입단하면서 프로 커리어를 시작했다. 2012 스프링 시즌 팀의 우승에 기여했다. 
2013년에도 월드 사이버 게임즈 2013에서 팀의 우승에 기여했다. 하지만 롤드컵 선발전에서는 좋지 못한 모습을 보여주었다.
2013-2014 윈터 시즌에서는 챔피언스 8강에서 탈락해 NLB로 떨어졌지만 NLB에서는 우승에 기여했다. 스프링 시즌에서는 폼이 떨어진 모습을 보여주었다.
2014시즌을 앞두고 팀 솔로미드에 입단했다. 서머 시즌 막판 영입이 되었음에도 포스트시즌에서 좋은 모습을 보여주면서 팀의 우승에 기여했다. 리그 오브 레전드 월드 챔피언십 2014에는 로스터에 포함되면서 참가했다. 롤드컵에서는 주전 서포터로 활동하면서 팀의 8강 진출에 기여했다.
2015시즌에서도 무난한 모습을 보여주면서 스프링 시즌 팀의 우승에 기여했다. 리그 오브 레전드 월드 챔피언십 2015에 참가했지만 조별리그에서 탈락했다.

## 히어로즈 오브 더 스톰
2017년 Salary Hunters 소속으로 HGC 한국 예선에 참가했다. 하지만 팀은 예선에서 탈락했다.
이후 Rrr 소속으로 히오스 1부리그에 승격했다. HGC KR 후반기 시즌 동안 활동했지만 팀의 강등을 막지는 못했다.

## 지도자 생활
2016시즌을 앞두고 롱주 게이밍의 코치로 부임했다.
2017년 5월, CNB e스포츠 클럽의 분석가로 부임했다.
2018시즌을 앞두고 팀 솔로미드의 코치로 부임했다.
2021시즌을 앞두고 100 씨브스의 코치로 부임했다.

## 수상 경력

### 선수
- 아주부 리그 오브 레전드 더 챔피언스 스프링 2012 우승
- MLG 서머 아레나 우승
- MLG Fall 챔피언십 우승
- IEM 시즌 7 카토비체 준우승
- IEM 시즌 7 월드 챔피언십 우승
- 올림푸스 리그 오브 레전드 챔피언스 스프링 2013 준우승
- 월드 사이버 게임즈 2013 금메달
- ZOTAC 나이스게임TV 리그 오브 레전드 배틀 윈터 2013-2014 우승
- 리그 오브 레전드 챔피언십 시리즈 2014 우승
- IEM 시즌 9 카토비체 우승

### 지도자
- 리그 오브 레전드 챔피언십 시리즈 스프링 2019 준우승
- 리그 오브 레전드 챔피언십 시리즈 서머 2020 우승